# 三浦智子
三浦 智子（みうら ともこ、1972年8月27日 - ）は、日本の女性声優。神奈川県出身。

## 人物
ぷろだくしょんバオバブに所属していた。
声種は高めのハスキー。方言は山形弁(ほんのなまり程度)。
声優としては、テレビアニメ、外画吹き替えなどで活躍。
特技は歌唱（ポップス・ロック）。趣味はジャズダンス、テナーサックス、わかさぎ釣。

## 出演
太字はメインキャラクター。

### テレビアニメ
1996年
- 超者ライディーン（宮坂瑠璃、鷲崎つばさ）
- B'T-X（子供B）

1997年
- 剣風伝奇ベルセルク（1997年 - 1998年、女官2、女官B、侍女B、少年ガッツ）

1999年
- アークザラッド（女の子）

2000年
- ニャニがニャンだー ニャンダーかめん（マミー、スミー、小さな子、チイネズミ）

2001年
- 機動天使エンジェリックレイヤー（千歳）
- PROJECT ARMS（赤木カツミ）

2002年
- 炎の蜃気楼（仰木美弥）

2005年
- ガン×ソード（マリー）

### OVA
- B'T-X NEO（1997年、子供A）

### ゲーム
- ぷよぷよ〜ん（1999年、ドラコケンタウロス）
- フランベルジュの精霊（2000年、ローズ）
- 機動天使エンジェリックレイヤー みさきと夢の天使達（2001年、田中千歳）

### ドラマCD
- Weiß kreuz Dramatic Collection I The Holy Children（タカコ）

### 吹き替え
- あの子を探して（ジャオジエ）
- アルマゲドン（観光客（松田聖子））※フジテレビ版
- アンドリューNDR114（グレース・マーティン（幼少期））※ソフト版
- IT ※NHK-BS2版
- おくびょうなカーレッジくん（子供になったミュリエル）
- グース
- サード・ウォッチ（チャリー、ジョーイ）
- サブリナ（ジル）
- スクール・オブ・ロック（サマー・ハサウェイ）
- スーパーマン（ラナ・ラング（初代））
- ディープ・インパクト
- 動物園通り64番地（ルーシー）
- バットマン・ザ・フューチャー（デーナ･タン）
- パワーパフガールズ（バターカップ）※パイロット版
- パワーレンジャー（トリニー・クワン/イエローレンジャー（2代目）、子供になったスカル、ガラマンダー、ミンギター、ショウビズモンスター、シャーナ・ヒルトン、ドギー、他）
- マペット放送局（フライガール1）
- ユー・ガット・メール（マシュー・フォックス）※テレビ版
- スタートレック ヴォイジャー第64話「ドクターの家庭」（ベル）※